# Pellonyssus
Pellonyssus es un  género de ácaros parásitos perteneciente a la familia  Macronyssidae.

## Especies
Pellonyssus Clark & Yunker, 1956
- Pellonyssus gorgasi Yunker & Radovsky, 1966
- Pellonyssus nidi Gu & Duan, 1991
- Pellonyssus nidicolus Baker, Delfinado & Abbatiello, 1976
- Pellonyssus reedi (Zumpt & Patterson, 1952)